# ユゴーの不思議な発明
『ユゴーの不思議な発明』（The Invention of Hugo Cabret）は、ブライアン・セルズニックによる小説である。2007年1月30日にハードカバー版が、翌2008年6月2日にペーパーバック版が発売された。
日本ではアスペクトから金原瑞人の訳により、2007年1月30日にハードカバーで発売された。

## あらすじ
1930年代のパリ。孤児のユゴー・キャブレ（英語風の読みはヒューゴ・カブレ）は父の遺したからくり人形と共にリヨン駅の時計台に隠れて暮らしていた。ある日、ユゴーはハート型の鍵を持つ少女・イザベルと出会い、2人はからくり人形に隠された謎を解き明かそうとする。

## 登場人物
ユゴー・キャブレ（英語の読みはヒューゴ・カブレ）
本作の主人公。母親はおらず、時計職人の父親と2人暮らしだったが、父の死後、リヨン駅で時計管理をしているおじに連れられ、そのままリヨン駅の時計台で1人隠れ暮らしている。手先が器用で、機械の修理と鍵開けが得意。父が遺した謎のからくり人形の謎を解き明かそうと奮闘する。駅の時計の修理をする傍ら、盗みをしながら生活している為、鉄道警察官から目をつけられている。
イザベル
本作のヒロイン。ユゴーのからくり人形を動かす為に必要なハート型の鍵を持つ少女。ユゴーが持つからくり人形に興味を持ち、彼と行動を共にする。赤子の頃に両親は他界しており、現在はジョルジュ夫妻の元で暮らしている。ロマンチストな性格で読書が好き。映画にも興味があるが、義父母から固く禁じられている。
パパ・ジョルジュ
イザベルの義父で、駅でおもちゃ屋を営む老人。趣味は手品。ユゴーのからくり人形にまつわる秘密を握る人物。
ママ・ジャンヌ
イザベルの義母でジョルジュの妻。
ルネ・タバール
大学教授。映画監督のジョルジュ・メリエスの大ファンで、彼の作品は全て見たと語る。

## その他
著者のブライアン・セルズニックはアメリカの絵本作家。一時スランプに陥ったとき、同じく絵本作家のモーリス・センダックに励まされたことをきっかけに、センダックの研究を始める。その最中に、ガビー・ウッドの『Edison’s Eve』という本で、ジョルジュ・メリエスがオートマタ（機械人形）のコレクターで死後コレクションを美術館に寄贈したが、最終的に廃棄されたことを知り、本書の着想を得る。センダックの絵本『かいじゅうたちのいるところ』と、幼い頃に愛読していたレミー・チャーリップの絵本『よかったねネッドくん』に倣い、絵を中心に、ページを繰るごとに冒険が進む無声映画のようなスタイルで同書を書き上げ、スランプから脱した。同書のメリエスは、レミー・チャーリップの風貌をモデルに描かれている。話自体は創作だが、メリエスの生涯についてはほぼ史実に基づいている。

## 賞歴
- 2009-2010年アイオワ・チルドレン・チョイス・アワード[3]
- ジュニア・ライブラリー・ギルド・セレクション[4]
- 2008年コールデコット賞受賞[5]
- 2007年全米図書賞児童文学部門ファイナリスト[6]

## 映画化
マーティン・スコセッシ監督、ジョン・ローガン脚色により3D映画化され、パラマウント映画の配給で2011年11月23日に北米で封切られた。